# Чембуки
Чембуки — упразднённое село в Шимановском районе Амурской области России. Исключено из учётных данных в 1976 году.

## География
Село располагалось на левом берегу реки Первые Чембуки, на расстоянии примерно 8 километров (по прямой) к северо-востоку от села Базисное.

## История
По некоторым сведениям село было основано в 1927 году переселенцами из Тамбовской области. Позже населённый пункт пополнялся переселенцами с Украины, Белоруссии и Брянщины. В 1933 году организовали колхоз имени Т. Г. Шевченко. Село входило в состав Петрушинского сельсовета. С 1959 года село стало отделением колхоза «Мирный труд», а с 1961 года отделение совхоза «Шимановский».
Решением Амурского исполкома от 18 мая 1976 года № 208, село Чембуки исключено из учётных данных как фактически не существующее.

## Население
По данным на 1939 году в селе проживало 163 человека. К 1967 году оно сократилось до 76 человек.